# Jacques de Neuchèze
Jacques de Neuchèze (né le 25 octobre 1591 dans le Poitou, mort à Chalon-sur-Saône le 1er mai 1658) est un ecclésiastique qui fut évêque de Chalon de 1624 à 1658.

## Biographie
Jacques de Neuchèze est issu d'une famille originaire du Poitou. Son père Jacques est un fidèle des rois Henri III et Henri IV, devenu baron de Bouzy en Bourgogne et qui, par le biais ses deux mariages dans la noblesse locale avec Gabrielle de Saint-Gelais et Jeanne Frémiot, a introduit sa famille dans le milieu du haut clergé bénéficiaire de charges ecclésiastiques. Jacques est le fils de la seconde épouse de son père, Jeanne Frémiot, et par elle il est le neveu d'André Frémiot futur archevêque de Bourges et de Jeanne de Chantal (née Jeanne-Françoise Frémiot). Il est donc le cousin germain de Celse-Bénigne de Rabutin, baron de Chantal (22 juillet 1627) et c'est lui qui célèbre en 1644 le mariage de sa petite-cousine Marie de Rabutin-Chantal avec Henri de Sévigné.
Destiné à l'Église, il reçoit sa première éducation chez les Jésuites de Dijon puis dans leur collège de Lyon. Lors de sa nomination à l'épiscopat le Saint-Siège accepte de considérer qu'il est titulaire d'un doctorat de théologie mais c'est sans doute à l'Université de Bourges où son oncle André Frémiot lui a obtenu la charge de chancelier de l'église et de l'université qu'il fait sa formation religieuse et où il prêche beaucoup. Devenu prêtre il est député pour la province ecclésiastique de Bourges en 1619 et pourvu en commende comme coadjuteur de son oncle de Saint-Étienne de Dijon, de l'abbaye de Ferrières en Gâtinais, du prieuré de Nantua. Il reçoit également l'abbaye de Varennes en 1655. Il est nommé évêque de Chalon en 1624 et consacré par son oncle en décembre de la même année.
Pendant son long épiscopat de trente-trois ans, il implante dans sa cité des Bénédictines ainsi que des Ursulines en 1627 dans un faubourg, et en 1634 il fait détruire un temple de réformés. À la mort de son frère, il hérite de tous ses biens et reçoit du roi le titre de comte de Brain en 1637. Pendant la Fronde, il n'hésite cependant pas à prendre le parti de Louis II de Condé, le gouverneur de Bourgogne avec qui il était en relation. Il aurait déboursé 1 000 écus pour procurer des munitions aux frondeurs en avril 1650 lors du siège de Bellegarde par les forces royales.
Il meurt à Chalon en 1658, et il est inhumé dans la cathédrale.